# Konstantin Wawilow
Konstantin Wassiljewitsch Wawilow (* 2. November 1944 in Krasnoarmeiski; † 30. November 2009 in Dnipropetrowsk; russisch Константин Васильевич Вавилов, englische Transkription Konstantin Vavilov) war ein ukrainischer Badmintonspieler. 

## Karriere
Konstantin Wawilow war einer der Pioniere des Badmintonsports in der damaligen Sowjetunion. Bei den dritten Meisterschaften der UdSSR 1965 siegte er erstmals im Herreneinzel. Bis 1982 gewann er 5 weitere Titel im Einzel, 15 im Doppel und 3 im Mixed.